# Oued Tafna
Oued Tafna är ett vattendrag i Algeriet.   Det ligger i provinsen Aïn Témouchent, i den nordvästra delen av landet, 400 km väster om huvudstaden Alger.